# مقبرة طولكرم الحربية
مقبرة طولكرم الحربية هي مقبرة عسكرية دولية، تقع في مدينة طولكرم الفلسطينية، وقد أُنشئت عام 1918 خلال معركة طولكرم في الحرب العالمية الأولى، وتضم المقبرة قبور لجنود وضباط من عدة دول، وتحتفظ بالمقبرة هيئة الكومنولث لمقابر الحرب.

## تاريخ
أُنشئت المقبرة في سبتمبر 1918 خلال نشوب معركة طولكرم في الحرب العالمية الأولى، حيث وقعت المعركة بين الإمبراطورية البريطانية التي تضم المملكة المتحدة ونيوزيلندا والهند وأستراليا وغيرها، وبين الإمبراطورية الألمانية والإمبراطورية العثمانية. كانت المعركة قد جرت في مدينة طولكرم نظرًا لكون المدينة تضم مقر قيادة الجيش العثماني الثامن ومحطة قطار طولكرم ومواقع عسكرية هامة أخرى.

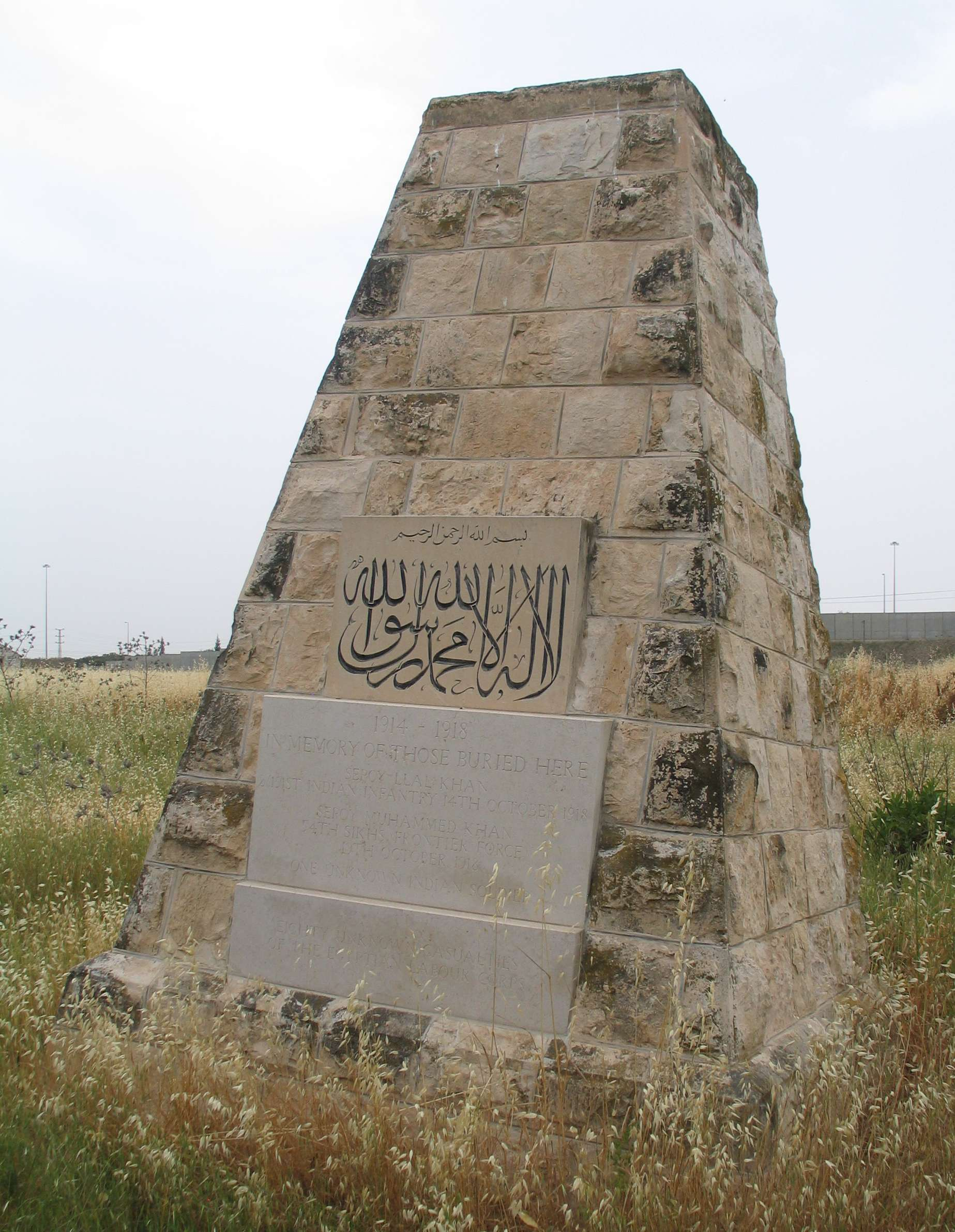
النصب التذكاري في المقبرة

## موقع
تقع المقبرة في مدينة طولكرم بالضفة الغربية، وفي عام 1930 جرى تأسيس وإنشاء جامعة فلسطين التقنية (خضوري) بجانب المقبرة. تقع المقبرة اليوم داخل الجامعة.

## مدفونون في المقبرة
دفن في المقبرة عدد كبير من الجنود والضباط من مختلف الجنسيات المشاركة في معركة طولكرم عام 1918، إذ يبلغ عدد المدفونين في المقبرة ما يزيد عن 91 عسكري من دول ألمانيا والهند وتركيا ومصر وغيرها من الدول.

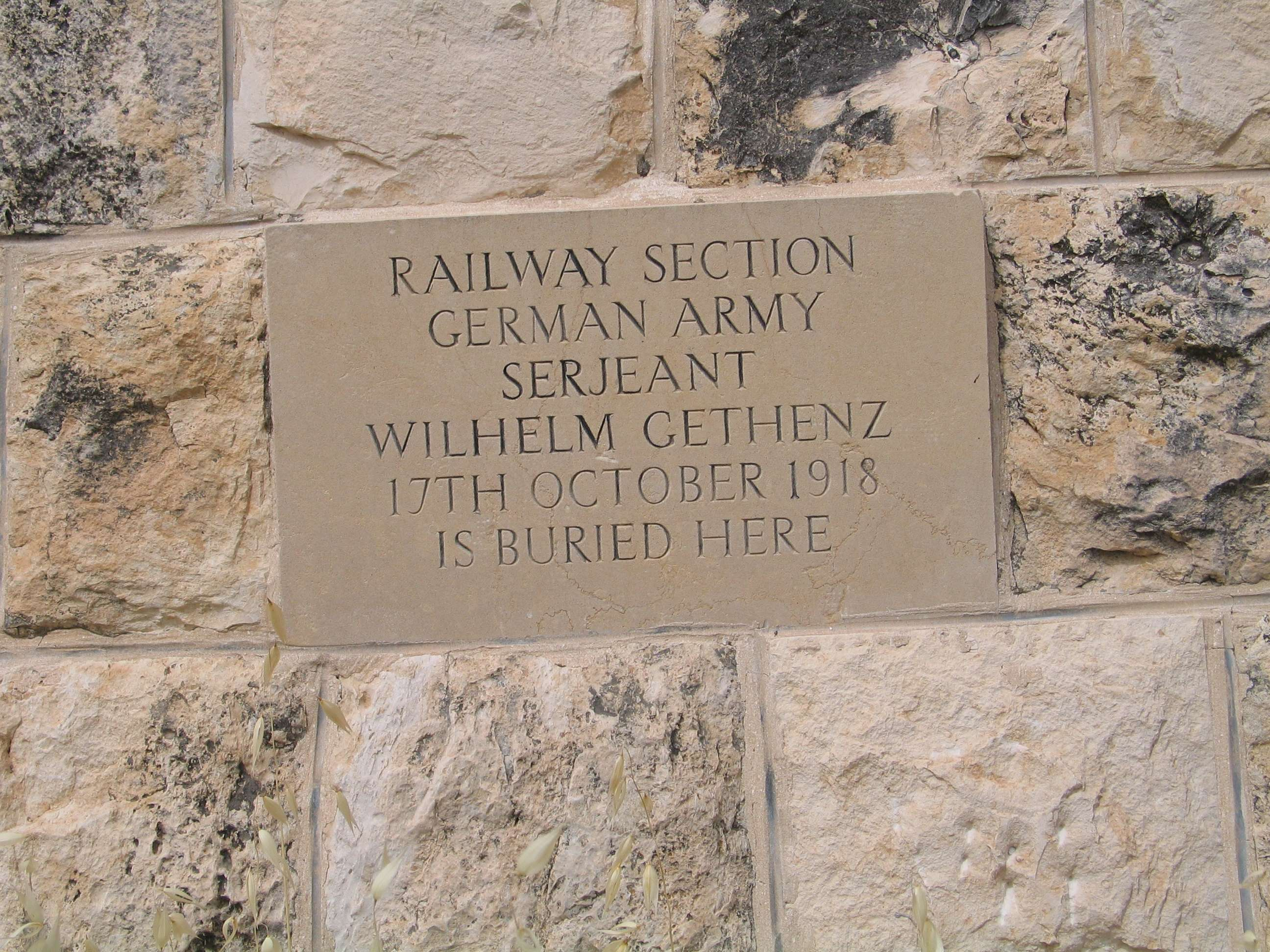
زاوية دفن الجنود الألمان في المقبرة
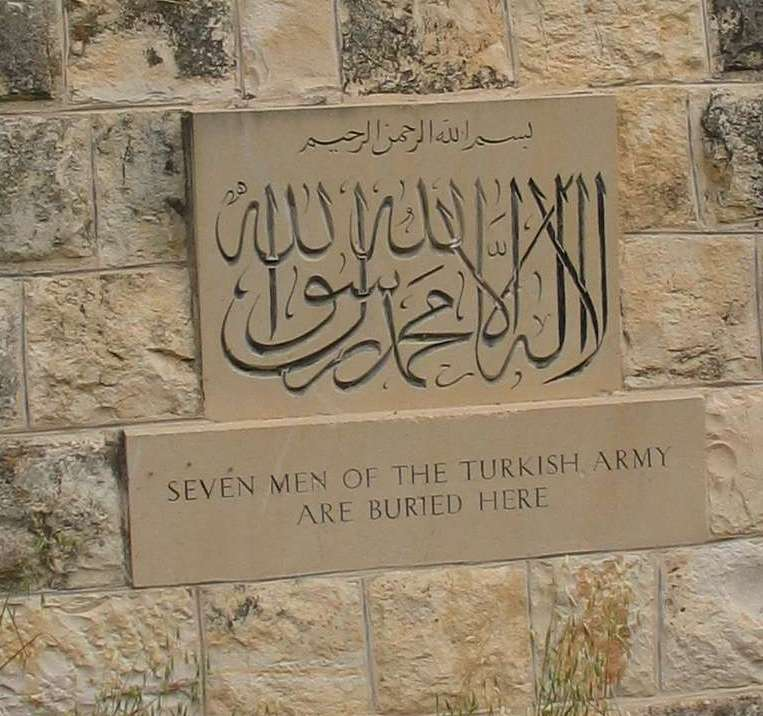
زاوية دفن الجنود الأتراك في المقبرة
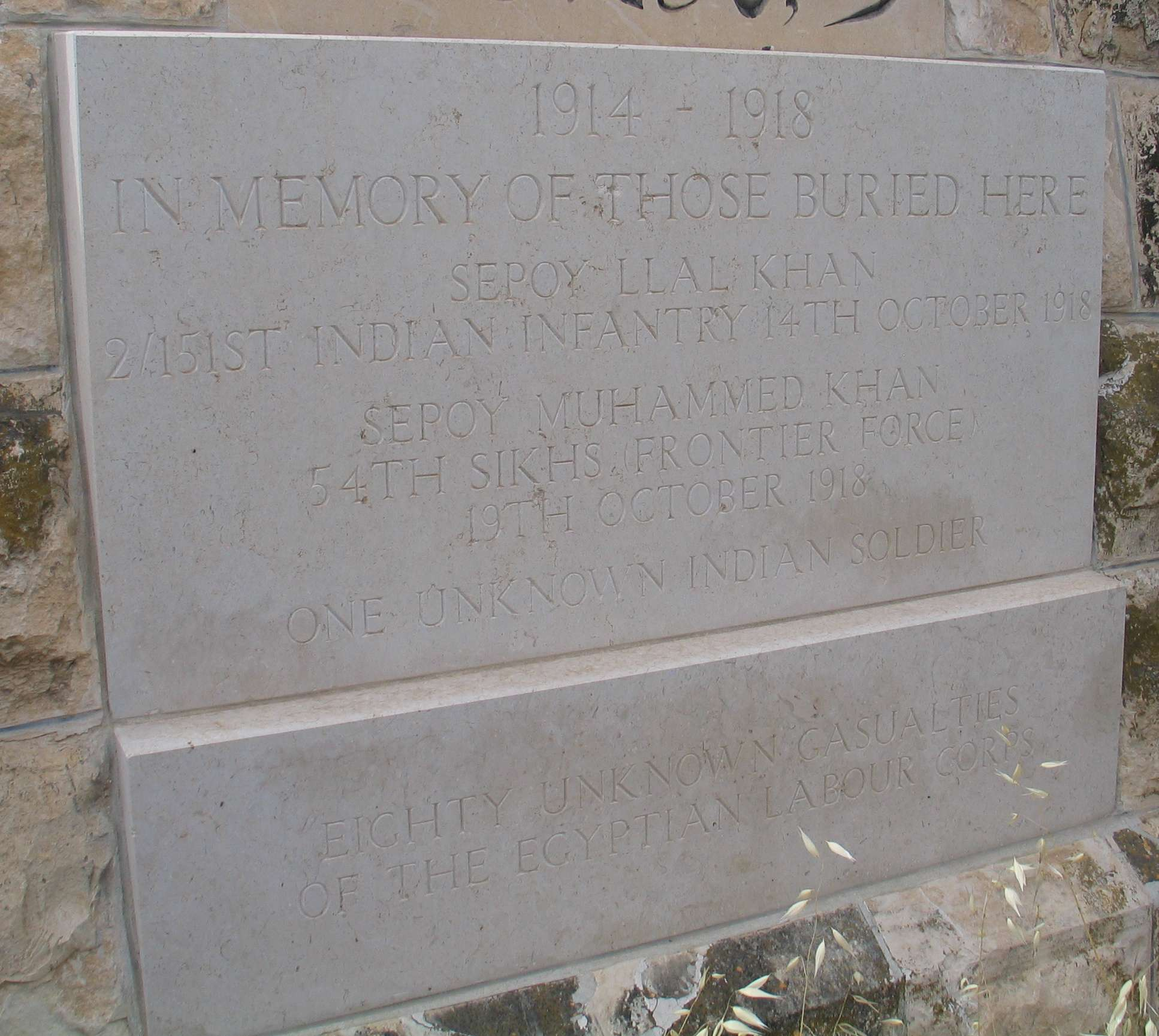
زاوية دفن جنود الهند ومصر في المقبرة

## زيارات رسمية للمقبرة
تحظى المقبرة بزيارات من شخصيات ووفود دولية رسمية، وتقوم هذه الوفود بوضع أكاليل الزهور على النصب التذكاري في المقبرة، وكان من هذه الزيارات:
- زيارة من الملحق التجاري التركي "فاتح توريجيه"، بتاريخ 28 سبتمبر 2011.[6]

- زيارة من السفير التركي "شاكر أوزوكان تورنولار"، والملحق العسكري التركي، والملحق التجاري التركي، بتاريخ 28 مارس 2012.[7]

- زيارة من القنصل التركي العام "مصطفى سيرنك"، بتاريخ 13 مارس 2014.[8]

- زيارة من القنصل التركي العام "كورجان توركو أغلو"، بتاريخ 21 مارس 2017.[9][10]

- زيارة من الملحق الثقافي التركي "ريها أرمم جو"، بتاريخ 28 نوفمبر 2018.[11]

## وصلات خارجية
- Tulkarm War Cemetery
- صورة لإحدى الزيارات الدولية الرسمية للمقبرة عام 2014